# Райценштайн, Сигизмунд фон
Фрайгерр Сигизмунд Карл Иоганн фон Райценштайн (нем. Sigismund von Reitzenstein;
3 февраля 1766, Гольдкронах — 5 марта 1847, Карлсруэ) — немецкий политический и государственный деятель, дипломат, первый государственный министр Великого герцогства Баден.

## Биография
С 1781 года изучал право в университетах Геттингена и Эрлангена. В 1788 году поступил на службу в маркграфство Баден в Карлсруэ. Быстро продвигался по карьерной лестнице, сначала приняв участие в тайном совете двора, а затем дослужившись до камергера в 1790 году и судебного пристава в Лёррахе в 1792 году.
Многое сделал для сближения Бадена с его могущественным соседом Францией. Заключил сепаратный мир с Францией в Базеле в августе 1796 года. Затем с 1797 по 1803 год работал послом Бадена в Париже.
В этот период баденские владения значительно расширились и число подданных выросло на более, чем 250 тыс. человек. Райценштейн оставил свой пост в 1803 году.
Рейценштейн дважды занимал пост министра в 1805/1806 и 1809/1810 годах. В 1806 году вернулся в Париж, чтобы договориться о браке Карла, великого герцога Баденского с приёмной дочерью Наполеона, Стефании де Богарне.
В ноябре 1809 года реорганизовал государство по образцу французских департаментов.
С 1807—1809 и в 1810 году Райценштейн был куратором Гейдельбергского университета. Там он сыграл важную роль в формировании образовательной политики государства.